# Vélotypie
 (juin 2010).
Si vous disposez d'ouvrages ou d'articles de référence ou si vous connaissez des sites web de qualité traitant du thème abordé ici, merci de compléter l'article en donnant les références utiles à sa vérifiabilité et en les liant à la section « Notes et références ».

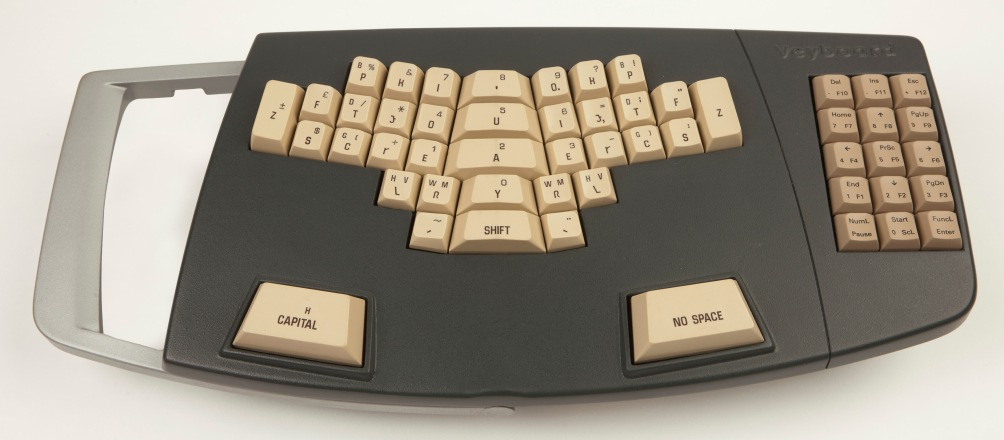
Clavier Vélotype.

La vélotypie est la méthode de saisie de texte utilisant le clavier Velotype mis au point par la société néerlandaise du même nom, fondée par Nico Berkelmans et Marius Den Outer. Détournée de son but originel[Quoi ?], elle est aujourd'hui utilisée pour le sous-titrage destiné aux personnes sourdes et malentendantes.

## Origines
La nécessité de pouvoir consigner et conserver une trace écrite des discours et des propos oraux remonte à la nuit des temps. Des philosophes grecs aux tribunaux médiévaux, en passant par la cour des monarques européens, le besoin de fixer sur papier les mots éphémères s'est toujours fait ressentir. 
Cette volonté de trouver un moyen d'écrire à la vitesse de la parole s'est exprimée au travers des abréviations des moines copistes, des traités d'écriture abrégée de John Willis en 1602, des travaux de Samuel Taylor en 1786… jusqu'à la création d'une véritable méthode de saisie cadrée : la sténotypie en 1910. S'inspirant de l'ensemble de ces techniques et recherches, la vélotypie s'est développée à partir des années 1930.

## Caractéristiques
Si les claviers traditionnels de type QWERTY ou AZERTY font correspondre un caractère à une touche, la vélotypie fonctionne tel un piano. L'utilisateur appuie sur plusieurs touches à la fois afin d'écrire des syllabes plutôt que des lettres seules. De ce fait, l'affichage final est immédiatement lisible et exploitable. Il s'agit d'un clavier orthographique basé sur une saisie en accords qui est différent des claviers utilisés pour la transcription in extenso tels que ceux qu'utilisent les sténotypistes qui se doivent d’être plus concentrés pour que seuls les doigts soient en mouvement (gain de temps) afin de satisfaire à la vitesse de la parole. 
Avec la vélotypie, un logiciel informatique analyse ces données, détermine l'ordre des syllabes et affiche le résultat final. Avec les claviers orthographiques, l'opérateur s'appuie plus volontiers sur l'orthographe traditionnelle et peut davantage garder la main sur le résultat à afficher. Dans cette configuration, le terme « orthographique » s'oppose à celui de « phonétique ». 
Il est, en général, plus difficile de maîtriser la sténotypie que les Veyboards. Malgré cela, la sténotypie demeure plus rapide et permet d'atteindre une vitesse de frappe de plus de 210 mots par minute pour 100 à 150 mots par minute pour la vélotypie.

## Du tachotype au Veyboard: évolutions de la vélotypie
L'inventeur néerlandais, Marius den Outer, met au point en 1935 une machine basée sur la combinaison syllabique baptisée tachotype. Le but premier de cet appareil est d'optimiser les performances des dactylographes en nombre de mots par minute. 
Les claviers traditionnels de type QWERTY ou AZERTY permettent de taper à 40 à 50 mots par minute en moyenne. Grâce à cet appareil, la vitesse de frappe est multipliée par deux. Le tachotype, bien que rudimentaire, réduit les risques de fautes de frappe ainsi que les problèmes liés à l'enraiement des machines à écrire. 
En 1943, la machine de Marius den Outer se modernise grâce à l'apport d'améliorations linguistiques établies par Nico Berkelmans, le nouveau collaborateur de den Outer. Durant 39 ans, le tachotype ne connaît que peu d'améliorations. 
En 1982, Herman Schweigman et Rudolph Nietzsche apportent une évolution majeure au tachotype ; désormais la machine incorpore un logiciel électronique améliorant ses performances. Cette modernisation met fin au tachotype qui est alors rebaptisé vélotype. Un an après cette renaissance, on voit les premiers vélotypistes arriver sur le marché du travail. 
En 2001, les claviers vélotypie deviennent compatibles avec une utilisation sur PC. Cette nouvelle métamorphose fait disparaître le nom de Velotype : la marque néerlandaise devient Veyboard qui offre, en 2005, un nouveau design plus ergonomique à la machine.

## Applications actuelles
Avec les années 1980 et le développement exponentiel des outils informatiques qui s'ensuit, la vélotypie devient surannée. Afin de perdurer, cette technique se détourne de son but originel (la frappe rapide de documents écrits). L'outil créé par Marius den Outer en 1933 sera désormais utilisé dans le monde de la surdité. 
Les caractéristiques de la vélotypie, (rapidité et capacité à afficher un texte immédiatement exploitable) font de cette technique un outil adapté au sous-titrage en temps réel même si elle ne permet pas d'atteindre la vitesse de la parole (100 à 150 mots par minute pour 180 à 200 mots par minute). 
En France, l'adoption de la loi du 11 février 2005 ("pour l'égalité des droits et des chances, pour la participation et pour la citoyenneté des personnes handicapées") a multiplié les demandes de sous-titrage et a décuplé les efforts liés à l'accessibilité des œuvres audio-visuelles. La vélotypie est notamment utilisée pour le sous-titrage des Questions au gouvernement à l'Assemblée nationale française et au Sénat en France, retransmises en direct à la télévision. 
La vélotypie est aussi employée lors de colloques, congrès et meetings politiques.
Cette technique a également été utilisée lors d'une intervention télévisuelle d'Emmanuel Macron le 12 mars 2020 ainsi qu'à toutes les autres interventions dans le cadre du confinement de 2020 en France, le président ne souhaitant pas communiquer son texte à l'avance pour rester libre de le faire évoluer durant l'allocution.

## Autres technologies
Chacune des différentes technologies de transcription de la parole a sa pertinence par rapport à un contexte donné, selon son taux de restitution et le décalage par rapport à la parole du locuteur. Les autres technologies actuellement utilisées sont :
- La reconnaissance vocale donne des résultats en constante amélioration et permet de suivre la vitesse de la parole. Elle est adaptée pour des interventions magistrales (discours, enseignements, colloques…)
- La transcription instantanée de la parole à l’aide d’une sténotype, développée et utilisée depuis 1993 en Espagne puis en France peu après, permet une vitesse de 210 à 230 mots par minute satisfaisant ainsi à tous les usages et notamment le plus exigeant : les réunions. L’interactivité des échanges fait que les interventions des uns peuvent se superposer à celles des autres, être en mesure de frapper plus vite que la vitesse moyenne de la parole est indispensable.